# Trbušnica (Loznica)
Pour les articles homonymes, voir Trbušnica.
Trbušnica (en serbe cyrillique : Трбушница) est un village de Serbie situé sur le territoire de la Ville de Loznica, district de Mačva. Au recensement de 2011, il comptait 806 habitants.
Trbušnica est officiellement classée parmi les villages de Serbie.

## Démographie

### Évolution historique de la population
| 1948  | 1953  | 1961  | 1971  | 1981  | 1991  | 2002  | 2011 |
| ----- | ----- | ----- | ----- | ----- | ----- | ----- | ---- |
| 1 326 | 1 460 | 2 276 | 2 579 | 1 780 | 1 745 | 1 061 | 806  |

|  |